# آلتوس (اکلاهما)
آلتوس(به انگلیسی: Altus) شهری در ایالت اکلاهما کشور ایالات متحده آمریکا است که جمعیت آن در سرشماری سال ۲۰۱۰ میلادی، ۱۹٬۸۱۳ نفر بوده‌است.